# Kristin Bauer van Straten
Kristin Bauer van Straten, precedentemente nota come Kristin Bauer, pseudonimo di Kristin Neubauer (Racine, 26 novembre 1966), è un'attrice statunitense. È nota per il ruolo della vampira Pam Ravenscroft nella serie televisiva True Blood e per quello di Malefica nella serie televisiva C'era una volta.

## Biografia
Nata e cresciuta nel Wisconsin, studia Belle Arti a St. Louis e a New York da una famiglia di origini tedesche. Presa la decisione di diventare attrice, si trasferisce a Los Angeles. Nel frattempo continua a coltivare la sua vena artistica, disegnando e dipingendo, realizzando inoltre ritratti su commissione.
Inizia a recitare nel 1993, ottenendo una parte non accreditata nell'episodio, trasmesso il 16 maggio di quell'anno, Sogni pericolosi (If Wishes Were Horses) di Star Trek: Deep Space Nine, terza serie televisiva live action del franchise di fantascienza Star Trek. L'attrice compare come visione di Quark all'interno del suo bar sulla passeggiata della stazione spaziale Deep Space Nine, che appare al ferengi per praticargli l'oo-mox, il tipico massaggio dei lobi ferengi, non privo di forti connotati erotici. Lavorerà nuovamente nel franchise molti anni dopo, nel 2005, interpretando l'ufficiale klingon geneticamente modificata Laneth, nell'episodio, trasmesso il 25 febbraio di quell'anno, Divergenze (Divergence).
Seconda sua apparizione è nel 1994 nell'episodio pilota della serie televisiva poliziesca La legge di Burke (Burke's Law, 1994-1995), sequel della serie televisiva omonima degli anni sessanta, andata in onda dal 1963 al 1966 ed entrambe interpretate da Gene Barry nella parte di Amos Burke. Successivamente ottiene altre piccole parti in serie come L.A. Law - Avvocati a Los Angeles e Due poliziotti a Palm Beach, successivamente ottiene ruoli di maggior rilievo nelle serie televisive di breve vita The Crew e Total Security. Per il cinema partecipa alle commedie Romy & Michelle e 50 volte il primo bacio, inoltre recita nel thriller Dancing at the Blue Iguana, dove interpreta il ruolo di una spogliarellista e appare in topless.
Come doppiatrice, presta occasionalmente la voce a due personaggi minori dell'universo DC Comics: Mera, nella serie animata  Justice League, dal 2001 al 2003, e Killer Frost, nel film di animazione diretto da Sam Liu e distribuito direct-to-video nel 2018 Suicide Squad - Un inferno da scontare (Suicide Squad: Hell to Pay).
La sua carriera prosegue in seguito tra apparizioni in serie televisive, cortometraggi e film, fino al 2008, quando ottiene una certa notorietà grazie al ruolo dell'algida vampira Pam Ravenscroft nella serie televisiva True Blood, che interpreterà in 67 episodi fino al 2014, oltre che in un episodio del 2010 dello spin-off A Drop of True Blood e in tre episodi, tra il 2010 e il 2012, dello spin-off True Blood: Jessica's Blog.
Dal 2011 al 2015 interpreta poi il personaggio di Malefica, l'iconica Disney Villain del celebre film di animazione La bella addormentata nel bosco, in 11 episodi della serie televisiva C'era una volta (Once Upon a Time), oltre che in un episodio del 2013 del suo spin-off C'era una volta nel Paese delle Meraviglie (Once Upon a Time in Wonderland).

## Vita privata
Il 1º agosto 2009 sposa il musicista sudafricano Abri van Straten, del quale ne assume il cognome e con il quale vive nella sua casa di Los Angeles. Karin Bauer è un'attivista ecologista e per i diritti degli animali, oltre che vegana, e vive circondata da animali che ha salvato da rifugi locali. Il marito, che non è né vegano né vegetariano, condivide tuttavia l'attivismo della Bauer per i diritti degli animali.

## Filmografia

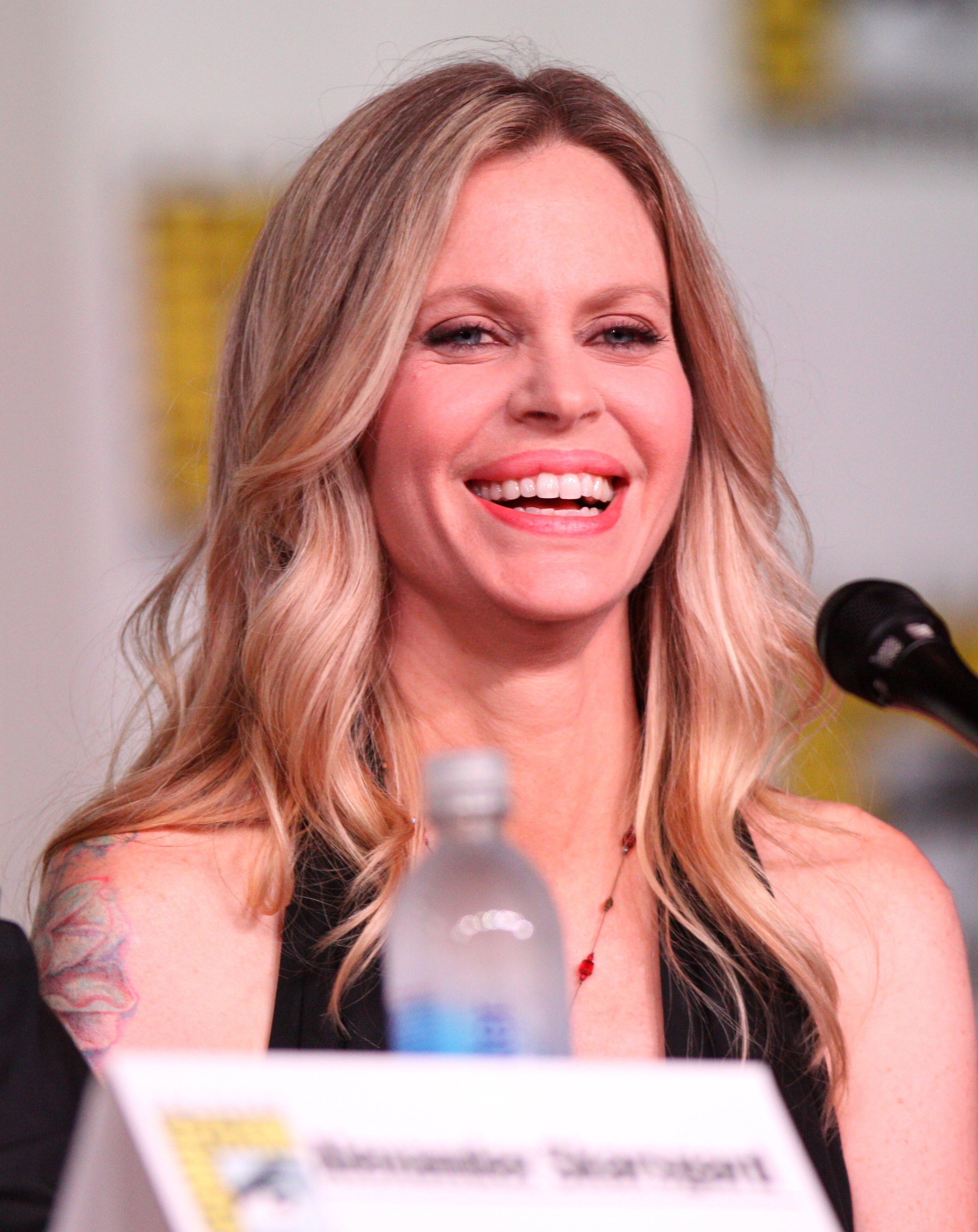
Kristin Bauer al Comic-Con di San Diego nel 2012

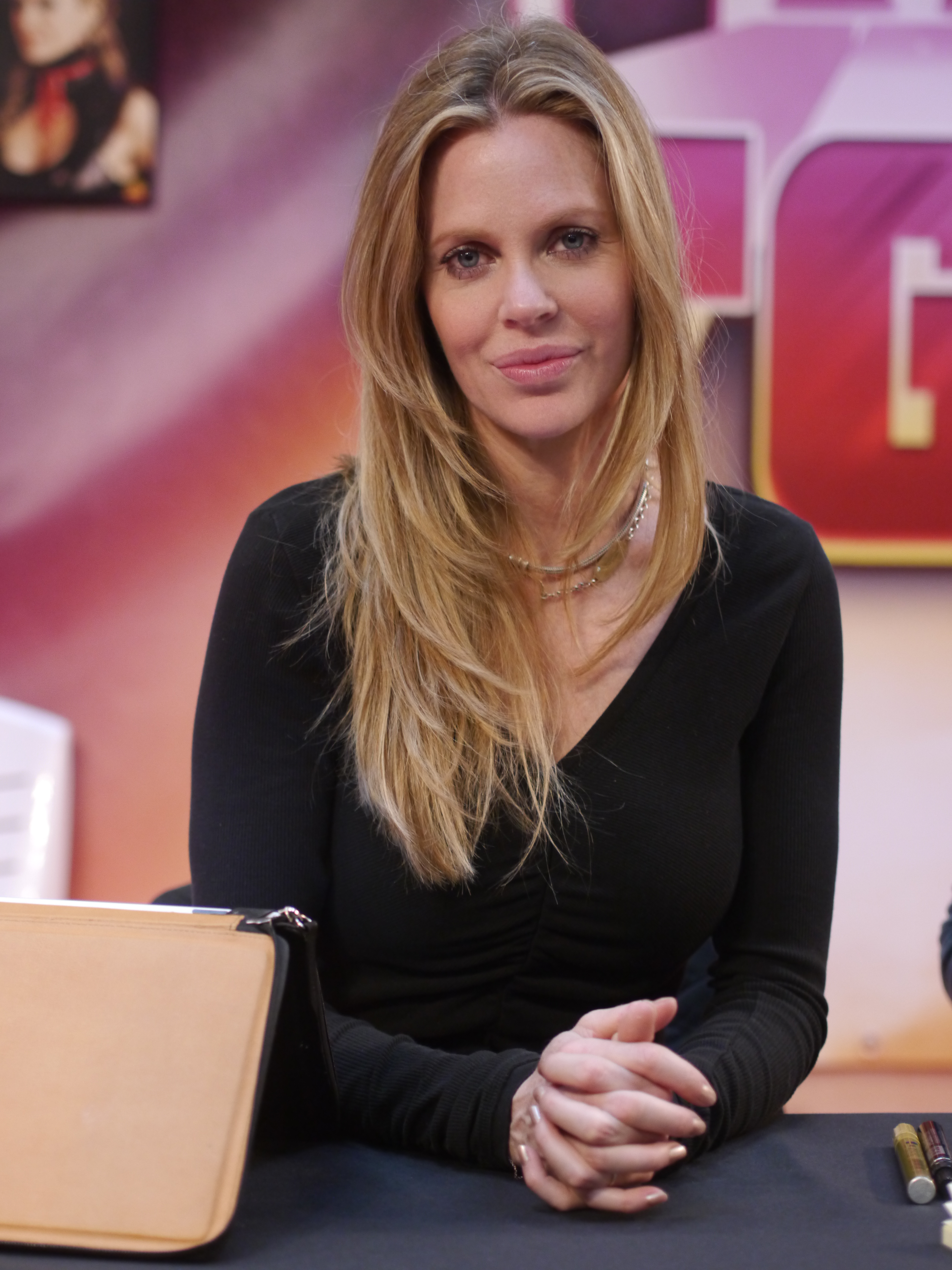
Kristin Bauer al Toulouse Game Show Festival del 2012

### Attrice

#### Cinema
- Galaxis, regia di William Mesa (1995)
- Ultimo appello (Glory Daze), regia di Rich Wilkes (1996)
- Romy & Michelle (Romy and Michele's High School Reunion), regia di David Mirkin (1998)
- My Little Havana, regia di Jsu Garcia e John-Roger - cortometraggio (1998)
- Dancing at the Blue Iguana, regia di Michael Radford (2000)
- Room 302, regia di Erma Elzy-Jones - cortometraggio (2001)
- Hollywood Palms, regia di Jeffrey Nachmanoff (2001)
- 50 volte il primo bacio (50 First Dates), regia di Peter Segal (2004)
- Living with Lou, regia di Steven Morrow - cortometraggio (2004)
- Life of the Party, regia di Barra Grant (2005)
- Subject: I Love You, regia di Francis dela Torre (2011)
- Gotten, regia di Clifton Collins Jr. - cortometraggio direct-to-video (2012)
- A proposito di Luke (The Story of Luke), regia di Alonso Mayo (2012)
- Teen Lust, regia di Blaine Thurier (2014)
- Animali notturni (Nocturnal Animals), regia di Tom Ford (2016)
- Buon anniversario (Happy Anniversary, regia di Jared Stern (2018)
- Rich Boy, Rich Girl, regia di Judy San Roman e Andrew Damon Henriques (2018)
- The Boy Behind the Door, regia di David Charbonier e Justin Powell (2020)
- Fish Farm Undercover Investigation PSA, regia di Nik Tyler - cortometraggio (2020)
- Paradise Cove, regia di Martin Guigui (2021)
- Crush, regia di Sammi Cohen (2022)

#### Televisione
- Star Trek: Deep Space Nine – serie TV, episodio 1x16 (1993) – non accreditata
- La legge di Burke (Burke's Law) – serie TV, episodio 1x01 (1994)
- L.A. Law - Avvocati a Los Angeles (L.A. Law) – serie TV, episodio 8x11 (1994)
- Colombo (Columbo) – serie TV, episodio  10x09 (1994)
- Lois & Clark - Le nuove avventure di Superman (Lois & Clark: The New Adventures of Superman) – serie TV, episodio 2x04 (1994)
- Due poliziotti a Palm Beach (Silk Stalkings) – serie TV, episodio 4x07 (1994)
- Cybill – serie TV, episodio 1x08 (1995)
- Pointman – serie TV, episodi 1x01-1x03-2x04 (1995)
- The Crew – serie TV, 21 episodi (1995-1996)
- Seinfeld – serie TV, episodio 8x03 (1996)
- Tutti amano Raymond (Everybody Loves Raymond) – serie TV, episodio 1x15 (1997)
- Men Behaving Badly – serie TV, episodio 1x16 (1997)
- Total Security – serie TV, 12 episodi (1997)
- Fantasy Island – serie TV, episodio 1x06 (1998)
- Chicago Hope – serie TV, episodio 5x06 (1998)
- Kiss Tomorrow Goodbyey, regia di Jason Priestley – film TV (2000)
- Dark Angel – serie TV, episodio 1x01 (2000)
- Così è la vita (That's Life) – serie TV, 12 episodi (2000-2001)
- Dharma & Greg – serie TV, episodio 4x15 (2001)
- Just Shoot Me! – serie TV, episodi 5x22-6x01 (2001)
- Boomtown – serie TV, episodio 1x01 (2002)
- Hidden Hills – serie TV, 11 episodi (2002-2003)
- Due uomini e mezzo (Two and a Half Men) – serie TV, episodi 1x00-1x01 (2003)
- Dr. Vegas – serie TV, episodio 1x01 (2004)
- Give Me Five (Quintuplets) – serie TV, episodio 1x15 (2004)
- Commando Nanny – serie TV, episodi sconosciuti (2004)
- JAG - Avvocati in divisa (JAG) – serie TV, episodio 10x11 (2005)
- Star Trek: Enterprise - serie TV, episodio 4x16 (2005) – Laneth
- Perfetti... ma non troppo (Less Than Perfect) – serie TV, episodio 3x21 (2005)
- Close to Home - Giustizia ad ogni costo (Close to Home) – serie TV, episodio 1x03 (2005)
- CSI - Scena del crimine (CSI: Crime Scene Investigation) – serie TV, episodio 6x06 (2005)
- Boston Legal – serie TV, episodio 2x08 (2005)
- Crazy, regia di Allison Liddi-Brown – film TV (2005)
- Crossing Jordan – serie TV, episodi 4x08-5x14 (2004-2006)
- Desperate Housewives – serie TV, episodio 2x17 (2006)
- Cold Case - Delitti irrisolti (Cold Case) – serie TV, episodio 4x02 (2006)
- Pink Collar, regia di Alan Poul – film TV (2006)
- George Lopez – serie TV, episodio 6x09 (2007)
- Dirty Sexy Money – serie TV, episodi 1x02-1x03 (2007)
- Bones – serie TV, episodio 3x07 (2007)
- Emily's Reasons Why Not – serie TV, episodio 1x06 (2008)
- True Blood – serie TV, 67 episodi (2008-2014) – Pam Ravenscroft
- Private Practice – serie TV, episodio 3x04 (2009)
- Three Rivers – serie TV, episodio 1x06 (2009)
- House Rules, regia di Daniel Minahan – film TV (2009)
- Justified – serie TV, episodio 1x02 (2010)
- A Drop of True Blood – serie TV, episodio 1x01 (2010) – Pam Ravenscroft
- True Blood: Jessica's Blog – serie TV, episodio 1x08-2x07-3x05 (2010-2012) – Pam Ravenscroft
- La vita segreta di una teenager americana (The Secret Life of the American Teenager) – serie TV, 11 episodi (2010-2013)
- The Soup – serie TV, episodio 8x25 (2011)
- C'era una volta (Once Upon a Time) – serie TV, 11 episodi (2011-2015) – Malefica
- Marie – serie TV, episodio 1x60 (2013)
- C'era una volta nel Paese delle Meraviglie (Once Upon a Time in Wonderland) – serie TV, episodio 1x03 (2013) – Malefica
- Saint George – serie TV, episodio 1x10 (2014)
- Kingmakers, regia di James Strong – film TV (2015)
- Lore - Antologia dell'orrore (Lore) – serie TV, episodio 1x06 (2017)
- Hollyweed, regia di Kevin Smith – film TV (2018)
- Adam il rompiscatole (Adam Ruins Everything) – serie TV, episodio 3x12 (2019)
- Sacred Lies – serie TV, 8 episodi (2020)

#### Videoclip
- Gotten Slash (2012)
- Chris Pierce Trouble Man, regia di Renee Faia (2018)

### Doppiatrice

#### Cinema
- Suicide Squad - Un inferno da scontare (Suicide Squad: Hell to Pay), regia di Sam Liu - direct-to-video (2018) - Killer Frost

#### Televisione
- Justice League - serie animata, 4 episodi (2001-2003) - Mera e altri
- Gary the Rat - serie animata, episodio 1x01 (2003)

## Radio
- Bridgewater - podcast (2021) - interprete
- Truest Blood - podcast (2022) - produttrice

## Doppiatrici italiane
Nelle versioni in italiano delle opere in cui ha recitato, Kristin Bauer van Straten è stata doppiata da: 
- Francesca Guadagno in Close to Home - Giustizia ad ogni costo, Hollywood Palms[9][10]
- Claudia Catani in Desperate Housewives, Private Practice
- Francesca Fiorentini in C'era una volta, C'era una volta nel Paese delle Meraviglie[11][12]
- Emanuela Baroni in True Blood[13][14]
- Monica Bertolotti in Così è la vita[15][16]
- Alessandra Cassioli in Dharma e Greg[17]
- Pinella Dragani in Bones[18]
- Flaminia Fegarotti in Crush[19]
- Rachele Paolelli in A proposito di Luke[20]
- Laura Boccanera in CSI - Scena del crimine[21]
- Isabella Pasanisi in Cold Case - Delitti irrisolti[22]
- Marina Thovez in Total Security[23]
- Emilia Costa in Animali notturni[24]
- Maddalena Vadacca in Lore - Antologia dell'orrore[25]